# Albert Vandal
Albert Vandal, né le 7 juillet 1853 à Paris et mort le 30 août 1910 dans la même ville, est un historien et écrivain français.

## Biographie

### Jeunesse et études
Louis-Jules Albert Vandal naît dans une famille aisée. Son père est le comte Édouard Vandal, haut fonctionnaire, directeur général des postes et conseiller d'État sous le Second Empire.
Vandal suit des études de droit. Il devient docteur en droit en 1879.

### Parcours professionnel
Albert Vandal entre en 1877 au Conseil d'État, tout en continuant à étudier l'histoire et le droit. Son nom appartenait toutefois trop au régime politique précédent, bien que ne s'intéressant pas de politique active, pour y faire carrière. Il le quitte en 1886.
En 1883, Albert Vandal est nommé professeur d'histoire diplomatique à l'École libre des sciences politiques par Émile Boutmy, sur conseil d'Albert Sorel. Il donne un cours sur l'histoire diplomatique de l'Orient. Il reprend le cours d'histoire diplomatique européenne donné par Albert Sorel lorsque ce dernier meurt en 1906, et ce jusqu'à sa propre mort.
À la suite du passage de la loi de séparation des Églises et de l’État en 1905, il écrit au pape pour lui demander d'accepter les associations cultuelles nouvellement formées.
Chevalier de la Légion d'honneur, il est élu membre de l'Académie française en 1896.
Il meurt le 30 août 1910. Il est enterré au cimetière de Bercy. Son cours d'histoire diplomatique est repris par Christian Schefer, qui le professe jusqu'en 1935.

## Œuvres
- En Karriole à travers la Suède et la Norvège, 1876
- Louis XV et Élisabeth de Russie, étude sur les relations de la France et de la Russie au XVIIIe siècle, d'après les archives du Ministère des affaires étrangères, Prix Bordin 1882
- Le Pacha Bonneval. Paris 1885.
- Une ambassade française en Orient sous Louis XV : la mission du marquis de Villeneuve, 1728-1741, 1887
- Napoléon et Alexandre Ier. L'alliance russe sous le premier empire, 1891-1896
- Les Arméniens et la réforme de la Turquie, Conférence à la Société de géographie, Paris, E. Plon, Nourrit et Cie., 1897
- L'Odyssée d'un ambassadeur. Les voyages du marquis de Nointel (1670-1680), 1900
- L'Avènement de Bonaparte. I. La Genèse du Consulat. Brumaire. La Constitution de l'an VIII, 1902
- L'Avènement de Bonaparte. II. La République consulaire, 1800, 1907.

## Distinctions
- Prix Bordin de l’Académie française en 1882
- Grand Prix Gobert de l’Académie française en 1893 et en 1894
- Membre de l'Académie française le 10 décembre 1896